# Nurzec (gromada w powiecie bielskim)
Nurzec – dawna gromada, czyli najmniejsza jednostka podziału terytorialnego Polskiej Rzeczypospolitej Ludowej w latach 1954–1972.
Gromady, z gromadzkimi radami narodowymi (GRN) jako organami władzy najniższego stopnia na wsi, funkcjonowały od reformy reorganizującej administrację wiejską przeprowadzonej jesienią 1954 do momentu ich zniesienia z dniem 1 stycznia 1973, tym samym wypierając organizację gminną w latach 1954–1972.
Gromadę Nurzec z siedzibą GRN w Nurcu utworzono – jako jedną z 8759 gromad – w powiecie bielskim w woj. białostockim, na mocy uchwały nr 12/V WRN w Białymstoku z dnia 4 października 1954. W skład jednostki weszły obszary dotychczasowych gromad Nurzec, Bystre i Szeszyły ze zniesionej gminy Śnieżki, obszar dotychczasowej gromady Dubno ze zniesionej gminy Boćki oraz obszar dotychczasowej gromady Krasna Wieś ze zniesionej gminy Dobromil w tymże powiecie. Dla gromady ustalono 17 członków gromadzkiej rady narodowej.
1 stycznia 1969 gromadę Nurzec zniesiono, włączając jej obszar do gromad Boćki (wsie Dubno, Krasnawieś, Nurzec, Szeszyły i kolonię Pasiekę) i Śnieżki (wieś Bystre).